# ثراش ميتال
ثراش ميتال (بالإنجليزية: Thrash Metal)‏ هو أحد أنواع الميتال الذي يميزه الإيقاع السريع الحاد.
الأربعة الكبار في ثراش ميتال هم الفرق الأربعة التي تعتبر أنجح فرق الثراش وأكثرها تأثيراً وهم ميتاليكا، ميغاديث، سلاير وأنثراكس بسبب دورهم كرواد لهذا النوع في الثمانينات. من الفرق المهمة في هذا النوع أيضاً Kreator, Sodom, Destruction الألمانية. تتميز موسيقى الثراش بمقاطع الجيتار السريعة والحادة إضافة إلى وجود سولو جيتار سريع أيضاً ودرمز باص اثنين عوضاً عن وجود واحد فقط كما هو متعارف عليه في العادة في موسيقى الروك.
يمكن أن نجد أصول هذا النوع من الموسيقى في أواخر السبعينات وبداية الثمانينيات من القرن العشرين. حيث قامت عدة فرق غالبها أمريكي بدمج عناصر من الموجة الجديدة لموسيقي الهيفي ميتال البريطانية مع سرعة وعدوانية موسيقى الهاردكور بانك. كما تعتبر موسيقى الثراش عدوانية أكثر مقارنة بموسيقى سبيد ميتال (Speed Metal).

## تاريخ الثراش ميتال
يعتبر الثراش ميتال نوع من أنواع الهيفي ميتال (Heavy Metal) لكنه تطور عبر السنين وانفصل عن الHeavy Metal.
Stone Cold Crazy لفرقة Queen و Am I Evil لفرقة Diamond Head و Exiter لفرقة Judas Priest يعتبروا أول اغاني ثراش ميتال والذين اسسوا هذا النوع من الموسيقى.
بدا يتطور الثراش ميتال في أول سنوات ال80 ويعتبر البوم Kill 'Em All لفرقة Metallica أول البوم ثراش ميتال. وفي منتصف سنوات ال80 ازدادت فرق الثراش بكمية ملحوظة وانشهرت موسيقة الثراش في كل أنحاء العالم. سنة 1986 كانت سنة مهمة للثراش ميتال، بسبب تحرير البوم Master Of Puppets لفرقة Metallica, البوم Reign in Blood لفرقة Slayer والبوم Peace Sells... But Who's Buying لفرقة Megadeth و Pleasure To Kill لفرقة Kreator و Darkness Descends لفرقة Dark Angel.

## ثراش ميتال في الوقت الحاضر
في ال80 فرقة Possessed الأمريكية طورت الثراش إلى نوع اخر من الميتال والذي يدعى (Death Metal) هذا النوع شدد على غناء الGrowling وكان متطرف أكثر من الثراش، وجعل الثراش ميتال اقل شهرة مما كان من قبل.
اليوم قلت شهرة الثراش ميتال بنسبة ملحوظة وفرق الثراش ميتال مثل Metallica و Slayer و Anthrax انتقلت إلى أنواع أخرى من الميتال.

## فرق ثراش ميتال
من أهم فرق الثراش ميتال:
- Metallica
- Slayer
- Medgadeth
- Anthrax
- Exodus
- Kreator
- Testament
- زعاف
- Destruction
- بانتيرا
- Sodom
- Overkill
- Metal Church
- Annihilator
- نَفَل  [لغات أخرى]‏
- Dark Angel
- Coroner
- Nuclear Assault
- Death Angel
- Sadus
- طالعة
- Blind Illusion
- Lääz Rockit
- Hirax
- Blue Train
- Vio-lence
- Vengeance Rising
- Heathen
- Epidemic
- Attitude Adjustment
- Voivod
- Dirty Rotten Imbeciles
- Cryptic Slaughter
- Celtic Frost
- Hellhammer
- Possessed
- Machine Head